# Resolutie 1948 Veiligheidsraad Verenigde Naties
Resolutie 1948 van de Veiligheidsraad van de Verenigde Naties werd unaniem door de Veiligheidsraad van de Verenigde Naties aangenomen op 18 november 2010. De resolutie verlengde de autorisatie van de EU's EUFOR Althea-missie in Bosnië en Herzegovina opnieuw met een jaar.

## Achtergrond
In 1980 overleed de Joegoslavische leider Tito, die decennialang de bindende kracht was geweest tussen de zes deelstaten van het land. Na zijn dood kende het nationalisme een sterke opmars, en in 1991 verklaarden verschillende deelstaten zich onafhankelijk. Zo ook Bosnië en Herzegovina, waar in 1992 een burgeroorlog ontstond tussen de Bosniakken, Kroaten en Serviërs. Deze oorlog, waarbij etnische zuiveringen plaatsvonden, ging door tot in 1995 vrede werd gesloten. Hierop werd de NAVO-operatie IFOR gestuurd die de uitvoering ervan moest afdwingen. Die werd in 1996 vervangen door SFOR, die op zijn beurt in 2004 werd vervangen door de Europese operatie EUFOR Althea.

## Inhoud

### Waarnemingen
De Veiligheidsraad herinnerde alle partijen aan het status of forces-akkoord waarnaar verwezen in het Vredesakkoord en hun verplichting zich eraan te blijven houden. De terugkeer van vluchtelingen was doorslaggevend voor duurzame vrede, en hiervoor hadden de autoriteiten van Bosnië en Herzegovina eindelijk een strategie uitgewerkt. Desondanks was het vredesakkoord vijftien jaar na de ondertekening nog steeds niet volledig uitgevoerd. Het was van belang dat Bosnië en Herzegovina verder integreerde in de Euro-Atlantische regio en een modern democratisch Europees land werd.
De Veiligheidsraad verwelkomde de beslissing van de EU-ministers van Buitenlandse Zaken van 25 januari 2010 om naast militaire taken ook niet-uitvoerende capaciteit en opleiding te zullen leveren, binnen het kader van operatie Althea. Er werd toen eveneens beslist om het uitvoerend mandaat van EUFOR voort te zetten binnen een nieuw VN-mandaat om een veilig klimaat te scheppen in Bosnië en Herzegovina. Ook de beslissing van de EU om burgers van Bosnië en Herzegovina zonder visum toe te laten in de EU werd verwelkomd als een concrete stap naar EU-lidmaatschap. Voorts werden ook de ordelijk verlopen verkiezingen van 3 oktober met hogere opkomst verwelkomd.

### Handelingen
De hoofdverantwoordelijkheid voor de uitvoering van het vredesakkoord bleef bij de autoriteiten van Bosnië en Herzegovina liggen. Zij moesten de maatschappij heropbouwen en een leefbare staat uitbouwen. De partijen werden nog eens herinnerd aan het feit dat ze in overeenstemming met het vredesakkoord moeten samenwerken met alle andere bij de uitvoering ervan betrokken entiteiten, waaronder het Joegoslavië-tribunaal.
De lidstaten werden geautoriseerd om gedurende twaalf maanden de stabilisatiemacht EUFOR Althea opnieuw op te richten als juridisch opvolger van de NAVO-macht SFOR. Ook de beslissing van de NAVO om middels een hoofdkwartier aanwezig te blijven om te assisteren werd verwelkomd. De lidstaten werden ook geautoriseerd alle nodige maatregelen te nemen om de uitvoering en naleving van de bijlagen 1-A en 2 van het vredesakkoord alsook de bescherming van de troepen en de controle over het luchtruim te bewerkstelligen.

## Verwante resoluties
- Resolutie 1915 Veiligheidsraad Verenigde Naties
- Resolutie 1931 Veiligheidsraad Verenigde Naties
- Resolutie 1954 Veiligheidsraad Verenigde Naties
- Resolutie 1966 Veiligheidsraad Verenigde Naties

Lijst ·  1908 ·  1909 ·  1910 ·  1911 ·  1912 ·  1913 ·  1914 ·  1915 ·  1916 ·  1917 ·  1918 ·  1919 ·  1920 ·  1921 ·  1922 ·  1923 ·  1924 ·  1925 ·  1926 ·  1927 ·  1928 ·  1929 ·  1930 ·  1931 ·  1932 ·  1933 ·  1934 ·  1935 ·  1936 ·  1937 ·  1938 ·  1939 ·  1940 ·  1941 ·  1942 ·  1943 ·  1944 ·  1945 ·  1946 ·  1947 ·  1948 ·  1949 ·  1950 ·  1951 ·  1952 ·  1953 ·  1954 ·  1955 ·  1956 ·  1957 ·  1958 ·  1959 ·  1960 ·  1961 ·  1962 ·  1963 ·  1964 ·  1965 ·  1966